# Atarés
Atarés ist ein spanischer Ort in den Pyrenäen in der Provinz Huesca der Autonomen Gemeinschaft Aragonien. Der Ort gehört zur Gemeinde Jaca, er liegt zehn Kilometer nördlich von Jaca. Atarés, das auf 800 Meter Höhe liegt, zählte 49 Einwohner im Jahr 2015.

## Einwohnerentwicklung
1950 = 155
1960 = 130
1991 = 56
1999 = 43
2001 = 40
2004 = 42
2007 = 39
2010 = 41
2015 = 49

## Sehenswürdigkeiten
- Pfarrkirche, erbaut im 11. Jahrhundert und im 16. bzw. 18. Jahrhundert umgebaut
- Torre de los Moros oder Torre del Bolar, 16. Jahrhundert